# わんぱくバディーズ ダイヤ泥棒をやっつけろ!
『わんぱくバディーズ ダイヤ泥棒をやっつけろ!』（原題：Dog Gone/Diamond Dog Caper）は、アメリカ合衆国の映画作品。

## キャスト
| 役名       | 俳優                   | 日本語吹替     |
| ---------- | ---------------------- | -------------- |
| オーウェン | ルーク・ベンワード     | 白土麻子       |
| ブラッキー | フレンチ・スチュワート | 梅垣義明       |
| アーティ   | ケリー・ペリン         | ウクレレえいじ |
| バド       | ケヴィン・ファーレイ   | 猫ひろし       |
| リリー     | ブリタニー・カラン     | 渡邉絵理       |
| 父親       | ジョン・ファーレイ     | てるやひろし   |
| 母親       | ケンダ・ベンワード     | 清水ひとみ     |
| 警官       | ガレット・モリス       | 佐藤正宏       |
| 女性警官   | ロキシー・ハーバート   | ヴァチスト太田 |
| 警察署長   | ギャレット・モリス     | 大塚智則       |
| メーガン   | デニース・トンツ       | 小久保千寛     |
| デクスター | キャメロン・モナハン   | 真一涼         |

- その他の声の吹き替え：瀬水暁／安芸此葉／井龍子／八重樫淳一郎／榛名純子／下村雅子／伴野理恵／池田和子／黒田真奈美／大屋身江／名執綾華／斎藤麻悠美／柴田広美／大場祥子／草野和香／須賀清美／唐澤あゆみ